# هانوفر (مریلند)
هانوفر (به انگلیسی: Hanover) یک منطقهٔ مسکونی در ایالات متحده آمریکا است که در شهرستان آنا آروندل، مریلند واقع شده‌است. هانوفر ۱۲٬۹۵۲ نفر جمعیت دارد.